# Lawrence, Kansas
Lawrence är en stad (city) och administrativ huvudort (county seat) i Douglas County, 66 km sydväst om Kansas City i delstaten Kansas, USA. Genom staden flyter både Kaw river och Wakarusa river. Enligt folkräkningen år 2000 hade staden 80 098 invånare, vilket gjorde den till delstaten Kansas sjätte största stad. Lawrence är huvudstaden i Douglas County och är hemorten för University of Kansas och Haskell Indian Nations University.
Lawrencemassakern utspelades 21 augusti 1863 då sydstatsgerillan bushwhackers attackerade staden för dess stöd till abolitionismen. Det var den blodigaste händelsen i Kansas under amerikanska inbördeskriget.